# John Aislabie
John Aislabie (4 dicembre 1670 – Studley Royal, 18 giugno 1742) è stato un politico inglese, membro della Camera dei Comuni dal 1695 al 1721 e Cancelliere dello Scacchiere dal 1718 al 1721.
Individuo dalla mentalità indipendente, non si affiliò in modo chiaro con nessuno dei partiti dominanti dell'epoca (i Whig e i Tory). Rimase coinvolto nello scandalo della bolla della South Sea Company, che lo portò prima alle dimissioni e poi all'incarcerazione per corruzione.

## Biografia

### Famiglia ed educazione
La famiglia Aislabie era una famiglia di Yeoman di Hemingbrough; il padre di John, George Aislabie, aveva sposato Mary Mallory, figlia di John Mallory, un influente uomo politico realista della zona. John frequentò la St Peter's School di York, venendo ammesso prima al St John's College di Cambridge, nel 1687, e poi a Trinity Hall nel 1692. Nel 1693, ereditò dalla madre la tenuta di Studley Royal, di cui, nel 1716, iniziò i lavori di ristrutturazione e sviluppo. Aislabie fu un pioniere della progettazione di giardini, introducendo in Inghilterra lo stile naturale e creando un giardino d'acqua nel parco di Studley Royal. Suo figlio, William Aislabie, proseguì i suoi progetti a Studley e nel resto delle tenute di famiglia.

### Elezione in Parlamento e primi anni di attività
Alle elezioni del Parlamento del 1695, Aislabie fu eletto alla Camera dei Comuni per il collegio di Ripon, apparentemente come membro del partito Tory, ma la sua attività parlamentare lasciò trasparire idee piuttosto fluide. Nel 1696, votò a favore del Writ of Attainder per Sir John Fenwick, accusato di tradimento; alle elezioni del 1698, fu rieletto, venendo classificato fra i Country Whigs (una corrente del partito Whig favorevole all'alleanza con i Tory). La sua attività politica in Parlamento, già sporadica, subì un rallentamento dopo la morte di sua moglie e sua figlia in un incendio domestico nel dicembre 1700. Fu rieletto a Ripon in entrambe le elezioni generali del 1701, questa volta come membro dei Tory, in virtù dei suoi buoni rapporti con Robert Harley, allora leader di quel partito. Dal 1702 al 1703 ricoprì anche l'incarico di sindaco di Ripon, contribuendo personalmente alla ricostruzione di un monumento sulla pizza del mercato. Alle elezioni del 1702, in un accordo elettorale con il Whig Sir William Hustler, fu eletto nel collegio di Northallerton.

### Primi incarichi di governo
Dal 1704, l'attività di Aislabie in Parlamento si fece più intensa, e si dedicò principalmente a tematiche economiche, come il commercio con la Francia. Nel 1705 fu eletto di nuovo per il collegio di Ripon (per il quale fu rieletto in tutte le elezioni successive, fino al 1721), oscillando fra i Whig e i Tory a seconda della questione all'esame della Camera. Durante quel periodo, i suoi contatti con Harley si fecero più stretti, e Aislabie ebbe modo di partecipare a molti organi e comitati del Parlamento. Fu rieletto nuovamente nel 1708, ancora senza una chiara connotazione politica.
Nel 1710, ebbe termine il predominio politico di John Churchill, I duca di Marlborough e Sidney Godolphin, I conte di Godolphin, e Harley riuscì ad ottenere la carica di Lord gran tesoriere (che corrispondeva, nei fatti, all'odierno Primo ministro). Aislabie cercò di ottenere per sé il posto di Tesoriere della marina, ma alla fine ottenne solamente la carica minore di Lord dell'Ammiragliato. Mantenne questo ruolo fino al 1714, impegnandosi attivamente nei suoi doveri; tuttavia, le sue simpatie Whig andarono crescendo, e Aislabie si schierò sempre più frequentemente contro il suo stesso governo nei dibattiti parlamentari, finendo per perdere la propria posizione.

### Partecipazione ai gabinetti Whig e disgrazia
Nel 1714, alla morte della regina Anna, il nuovo re Giorgio I riportò al potere i Whigs. Aislabie, grazie alla sua precedente opposizione al governo Tory, ottenne la carica di Tesoriere della Marina, mantenendola fino al 1718, attraverso i governi di Charles Townshend, II visconte Townshend, James Stanhope, I conte Stanhope e Charles Spencer, III conte di Sunderland. Aislabie divenne un alleato proprio di Sunderland; nel 1718, quando Sunderland divenne Primo ministro, Aislabie diventò Cancelliere dello Scacchiere.
Nel 1719, la South Sea Company, una società partecipata sia dallo Stato sia dai privati, propose al governo un accordo per farsi carico di buona parte del debito pubblico inglese, scambiandolo con azioni proprie. Aislabie supportò il progetto fin dal principio: negoziò il contratto direttamente con i rappresentanti della società e propugnò personalmente le leggi necessarie alla sua realizzazione. Nel 1720, la South Sea Company dichiarò fallimento, e un'inchiesta parlamentare scoprì che Aislabie (insieme con molti altri politici, tra cui il conte di Sunderland) aveva ricevuto 20 000 £ in azioni in cambio del suo appoggio. Aislabie si dimise nel gennaio 1721; il gabinetto Sunderland terminò il mese successivo e a marzo Aislabie fu condannato per corruzione, espulso dai Comuni e dal Consiglio Privato e imprigionato temporaneamente alla Torre di Londra.

### Eventi successivi e morte
Dopo il suo rilascio, Aislabie si ritirò nelle sue tenute, occupandosi prevalentemente dei suoi giardini, che decorò fastosamente. Nonostante gli scandali, si trovava ancora in una situazione economica favorevole; fece costruire un obelisco commemorativo a Ripon e una nuova villa sulle rovine dell'abbazia cistercense di Waverley. Continuò a controllare la politica locale, garantendo la successione in Parlamento a suo figlio William.